# Fons (divinità)
Fons (latino fons) chiamato anche Fontus, nella religione romana era il dio delle fonti, figlio di Giano e della ninfa Giuturna nonché fratello di Tiberino, un'antica divinità italica. La sua festa era quella delle fonti e portava il nome di Fontinalia, celebrata il 13 ottobre in suo onore, le fontane e le vere da pozzo di Roma venivano decorate con ghirlande. Durante questa festività morì nel 54 l'imperatore Claudio.
Aveva un altare consacrato ai piedi del Gianicolo, non lontano dalla presunta tomba di Numa.